# Darake

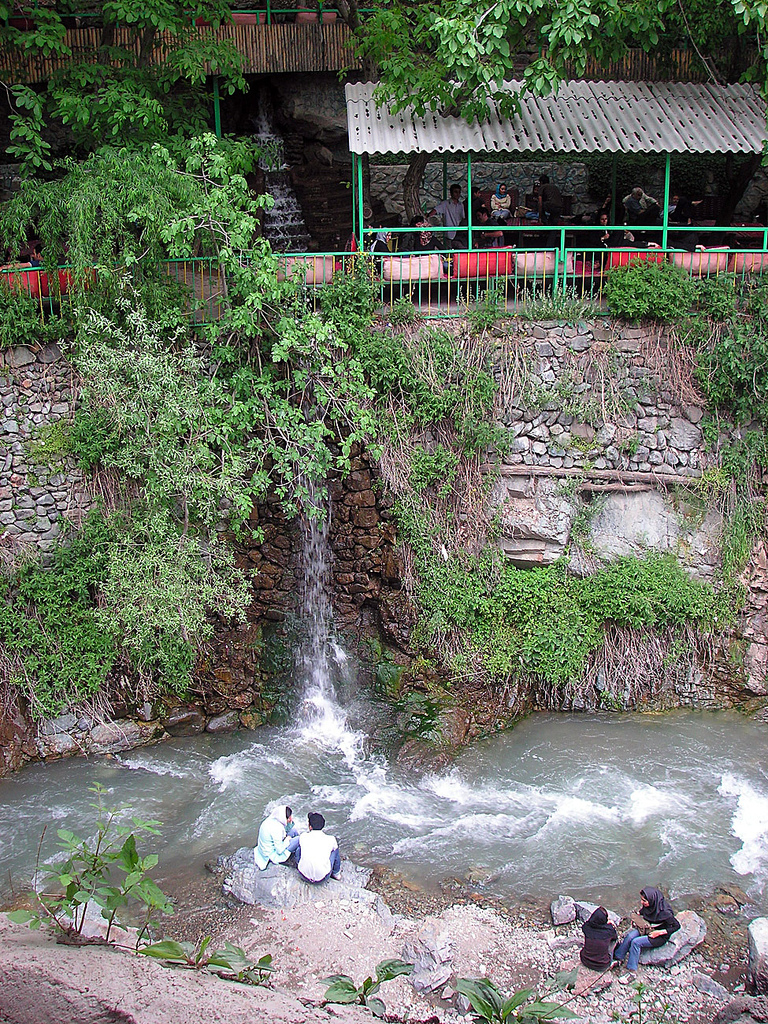
Blick auf ein Restaurant in Darakeh

Darake ist ein Stadtteil im Norden von Teheran. Er liegt westlich von Velenjak und ist ein beliebtes Ausflugsziel mit guten Möglichkeiten zum Wandern und Klettern. Bekannt sind auch die Wasserpfeifenhäuser. 

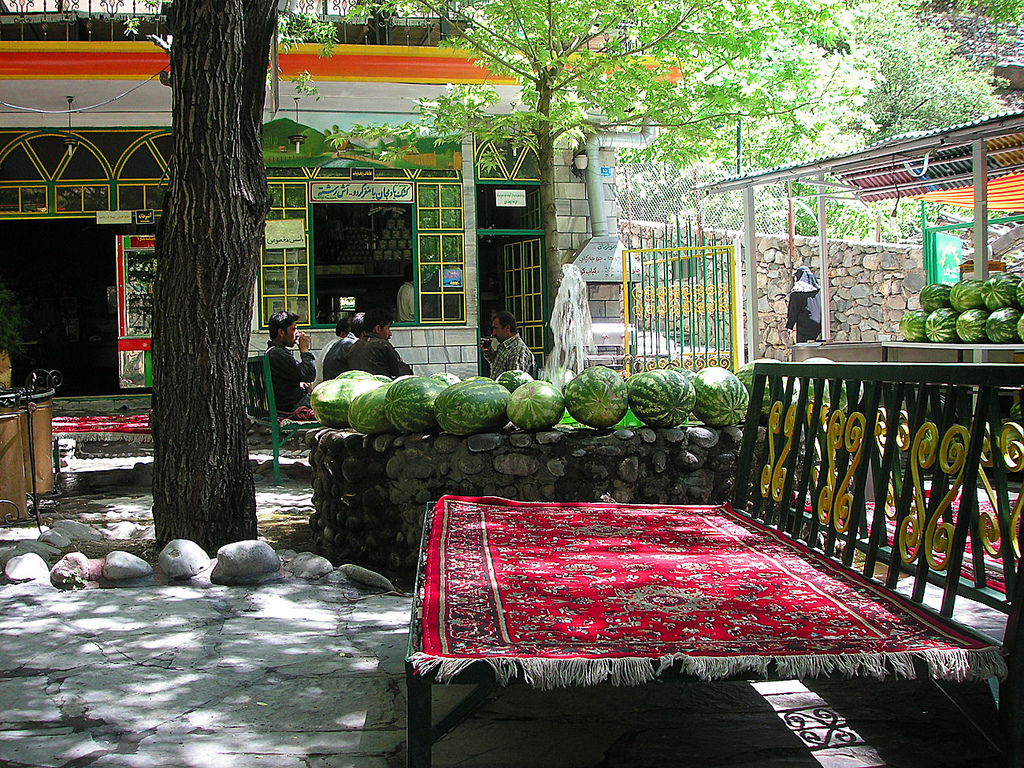
Restaurant in Darakeh
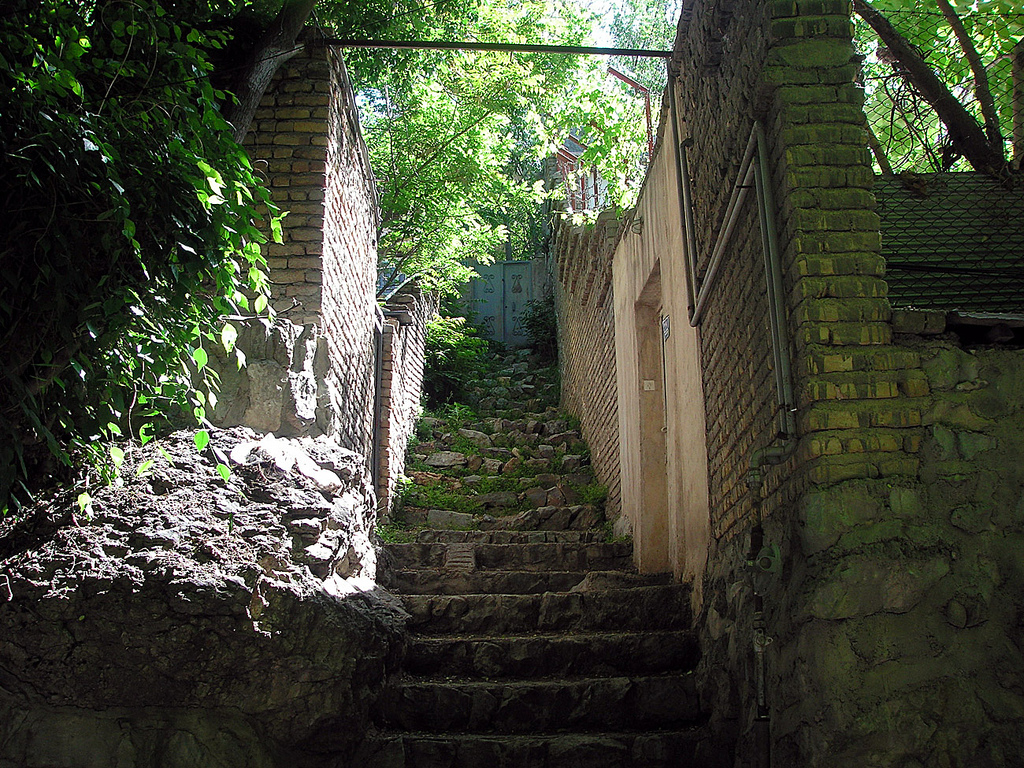
Gasse und altes Haus